# Juan Pardo de Zela Urizar
Juan Pardo de Zela Urizar, (Lima, 16 de abril de 1829 - id. 24 de junio de 1881) fue un marino peruano. Fue el primer comandante de la corbeta América y luchó en el combate del Callao de 1866.

## Biografía
Hijo del general Juan Pardo de Zela Vidal y de Tomasa Urizar Bernales. Su padre, natural de Ferrol, había sido un oficial del ejército rioplatense que invadió el Alto Perú entre 1811 y 1813, siendo capturado por los realistas tras la batalla de Ayohuma y trasladado a Lima, donde se benefició de un canje de prisioneros, enrolándose luego en el Ejército Libertador de José de San Martín, para servir enseguida en el ejército peruano.
Fue admitido como guardiamarina cursante en 1846. Sirvió sucesivamente en el bergantín Almirante Guise, el transporte Tumbes, la goleta Rímac, el bergantín Gamarra y la fragata Amazonas. Se mantuvo leal al gobierno de José Rufino Echenique durante la guerra civil de 1854-1855, y, tras la batalla de La Palma, fue dado de baja. Se enroló entonces en la marina mercante, recorriendo la ruta costera del Pacífico y de los mares de China Meridional y 
Oriental.
En 1862 volvió al servicio, y, junto con el capitán de corbeta Amaro Tizón, viajó en comisión a los Estados Unidos para estudiar el sistema de blindaje de buques. A su retorno comandó el transporte Lerzundi y la goleta Tumbes. 

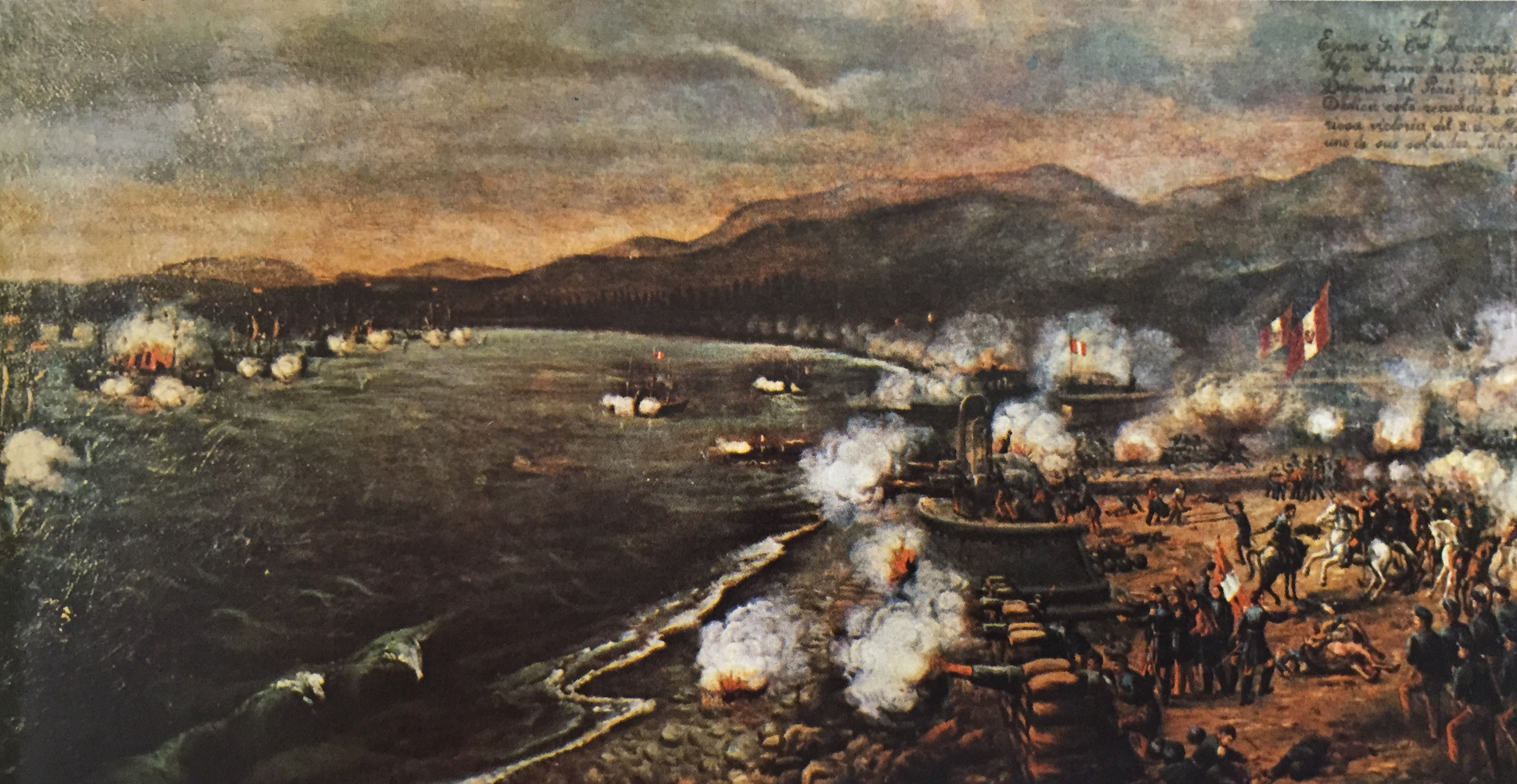
Combate del Callao del 2 de mayo de 1866.

En 1864, ya con el grado de capitán de corbeta, fue enviado a Europa, como parte de la comisión de compra de las corbetas América y  Unión. Tomó el mando de la primera de ellas, mientras que el entonces teniente primero Miguel Grau comandaba la segunda. Ambas corbetas, que estaban en Saint Nazaire, Francia, zarparon en diciembre de 1864, rumbo al Perú.
Participó en el Combate del Callao del 2 de mayo de 1866, sirviendo en la batería denominada el Cañón del Pueblo. Poco después reasumió el mando de la corbeta América. 
Pasó al retiro en 1876 con el grado de capitán de navío efectivo. Estuvo casado con Carlota Varela Valle. Falleció a los 52 años en plena Guerra del Pacífico y fue sepultado en el Cementerio Presbítero Matías Maestro.